# Patrick Matthews
Patrick Matthews (Sídney, Australia, 29 de noviembre de 1975) es el antiguo bajista de la banda de garage rock Australiana The Vines,siendo el actual bajista de Youth Groupy Victoria. Fundó The Vines junto a Craig Nicholls. Patrick dejó la banda después de que Nicholls agrediese a un fotógrafo en el Annandale Hotel de Sídney y además en la emisora Triple m Patrick, salió del escenario ya que Craig le pidió a la audiencia no hablar durante su actuación. Él dijo "¿por qué demonios se están riendo ustedes?, parecen una manada de ovejas, por qué mejor no se van a decir "baaa!"". Después de eso Matthews no volvió a tocar con dicho grupo.[cita requerida] En 2018 después de 14 años se reunió por última vez hasta el momento con The Vines. En enero de 2019 sacó un sencillo llamado “Pompeii” con su nueva banda Victoria, en la que a la guitarra está el también guitarrista de Youth Group Cameron Emerson-Elliott. 